# 亞洲大學 (臺灣)
亞洲大學，簡稱亞大，是一所位於臺灣臺中市霧峰區的綜合大學。學術單位包括醫學暨健康學院、資訊電機學院、管理學院、人文社會學院、創意設計學院、護理學院、人工智慧學院，共7學院、27個學系（日間學士班）、4個進修學士班、20個碩士班研究所、8個碩士在職專班研究所，和8個博士班研究所。
2012年，與姊妹校中國醫藥大學成立中亞聯合大學系統，兩校於2016年合作開設亞洲大學附屬醫院。

## 沿革
- 1998年，選定台中縣霧峰鄉台糖柳樹湳段土地為建校基地。
- 1999年，籌備處成立。
- 2001年，獲准創設「臺中健康暨管理學院」。
- 2005年，更名升格為「亞洲大學」。
- 2011年，開始興建「亞大現代美術館」。
- 2013年，亞大現代美術館落成。
- 2014年，亞洲大學附屬醫院動土。
- 2016年，亞洲大學附屬醫院啟用。
- 2016年8月，國際企業學系併入經營管理學系。
- 2017年，教育部已核准與中國醫藥大學兩校結盟成「中亞聯合大學系統（簡稱：中亞聯大）」，這是國內私立大學、同一位董事長的兩所大學結合成為系統學校的首例。
- 2020年2月，護理學系擴編獨立為護理學院，並納入新設之學士後護理學系。
- 2020年8月，光電與通訊學系併入資訊工程學系。
- 2023年5月，亞洲大學附屬獸醫教學醫院揭牌成立，為全台第1家私立大學附屬獸醫教學醫院。
- 2023年6月，取得台中市豐原區地上權招商案，預計投資新台幣55億元規劃成立附設豐原醫院、住宿長照機構及托育大樓，計畫目標於2028年下半年完工營運。[2]

## 歷任校長
| 屆次 | 姓名   | 任期          |
| ---- | ------ | ------------- |
| 1    | 蔡進發 | 2001年–2004年 |
| 2    | 蔡文祥 | 2004年–2007年 |
| 3    | 張紘炬 | 2007年–2010年 |
| 4    | 蔡進發 | 2010年–現任   |

## 教育目標與學校象徵
- 校訓：健康、關懷、創新、卓越

- 教育目標：培育兼具專業與人文素養以及良好品格態度，並能追求與實踐健康、關懷、創新及卓越價值之世界公民。

- 校長治校理念：創意學生、人文關懷、跨域研究、國際視野

## 組織

### 教學單位

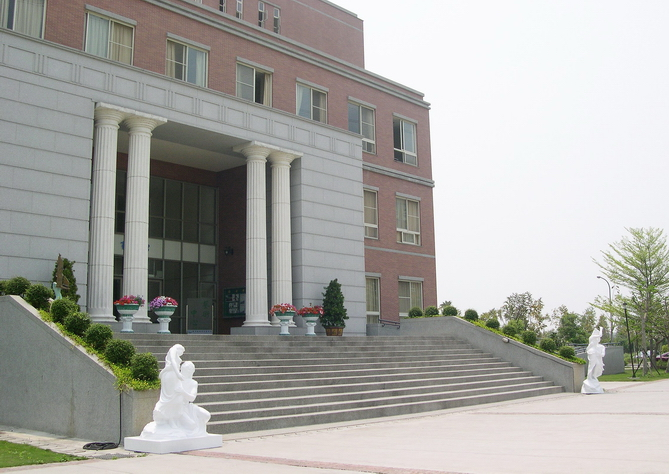
醫學暨健康學院大樓

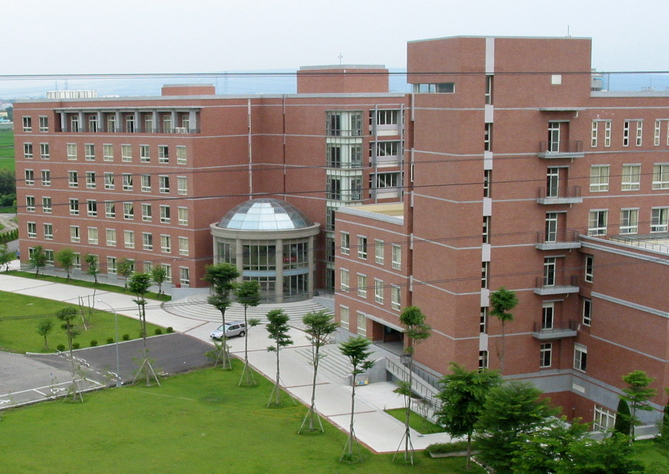
資訊電機學院大樓

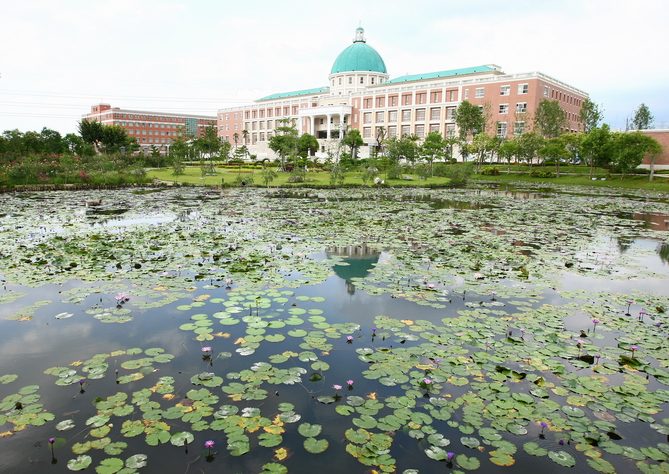
太極湖

| 醫學暨健康學院 College of Medical and Health Science | ■健康產業管理學系       | ■食品營養與保健生技學系 保健化妝品組、食品營養組 |
| 醫學暨健康學院 College of Medical and Health Science | ■醫學檢驗暨生物技術學系 | ■心理學系                                        |
| 醫學暨健康學院 College of Medical and Health Science | ■視光學系               | ■聽力暨語言治療學系                              |
| 醫學暨健康學院 College of Medical and Health Science | ■職能治療學系           | ■學士後獸醫學系                                  |
| 醫學暨健康學院 College of Medical and Health Science | ■物理治療學系           |                                                  |

| 資訊電機學院 College of Information and Electrical Engineering | ■生物資訊與醫學工程學系 | ■資訊工程學系 |
| 資訊電機學院 College of Information and Electrical Engineering | ■人工智慧學系           | ■資訊傳播學系 |

| 管理學院 College of Management | ■經營管理學系 | ■會計與資訊學系 |
| 管理學院 College of Management | ■財務金融學系 | ■財經法律學系   |

| 人文社會學院 College of Humanities and Social Science | ■外國語文學系 | ■社會工作學系 |
| 人文社會學院 College of Humanities and Social Science | ■幼兒教育學系 |               |

| 創意設計學院 College of Creative Design | ■數位媒體設計學系   | ■創意商品設計學系 |
| 創意設計學院 College of Creative Design | ■時尚設計學系       | ■室內設計學系     |
| 創意設計學院 College of Creative Design | ■創意設計暨發明中心 |                   |

| 護理學院 College of Nursing | ■護理學系暨碩士班 | ■長期照護學系 |
| 護理學院 College of Nursing | ■學士後護理學系   |               |

| 人工智慧學院 Artificial Intelligence College | ■人工智慧研究中心 |  |

### 校級研究中心
| 研究中心 |                         |                             |
| -------- | ----------------------- | --------------------------- |
| 研究中心 | ■大數據研究中心         | ■精準健康研究中心           |
| 研究中心 | ■食品安全檢測中心       | ■網路成癮防治中心           |
| 研究中心 | ■資訊安全研究中心       | ■金融科技區塊鏈技術研究中心 |
| 研究中心 | ■創新與循環經濟研究中心 | ■多維列印高效材料研發中心   |

### 院系研究中心
| 醫學暨健康學院 | ■食藥用菇類研究中心 |

| 資訊電機學院 | ■國際工智能和網絡安全研究與創新中心 | ■生醫語意計算研究中心 |
| 資訊電機學院 | ■半導體元件模擬實驗室               |                       |

| 管理學院 | ■永續智慧觀光暨政策研究中心 | ■資料科學與智慧稽核中心 |
| 管理學院 | ■技術鑑價研究中心           |                         |

### 行政單位
| 行政單位 | ■校長室                     | ■副校長室         |
| 行政單位 | ■秘書室                     | ■人事室           |
| 行政單位 | ■會計室                     | ■環安室           |
| 行政單位 | ■進修推廣部                 | ■教務處           |
| 行政單位 | ■學生事務處                 | ■總務處           |
| 行政單位 | ■研究發展處                 | ■資訊發展處       |
| 行政單位 | ■產學營運處                 | ■招生處           |
| 行政單位 | ■國際事務處                 | ■圖書館           |
| 行政單位 | ■語文教學研究發展中心       | ■校務研究發展中心 |
| 行政單位 | ■教學資源與教師專業發展中心 |                   |

### 附屬機構

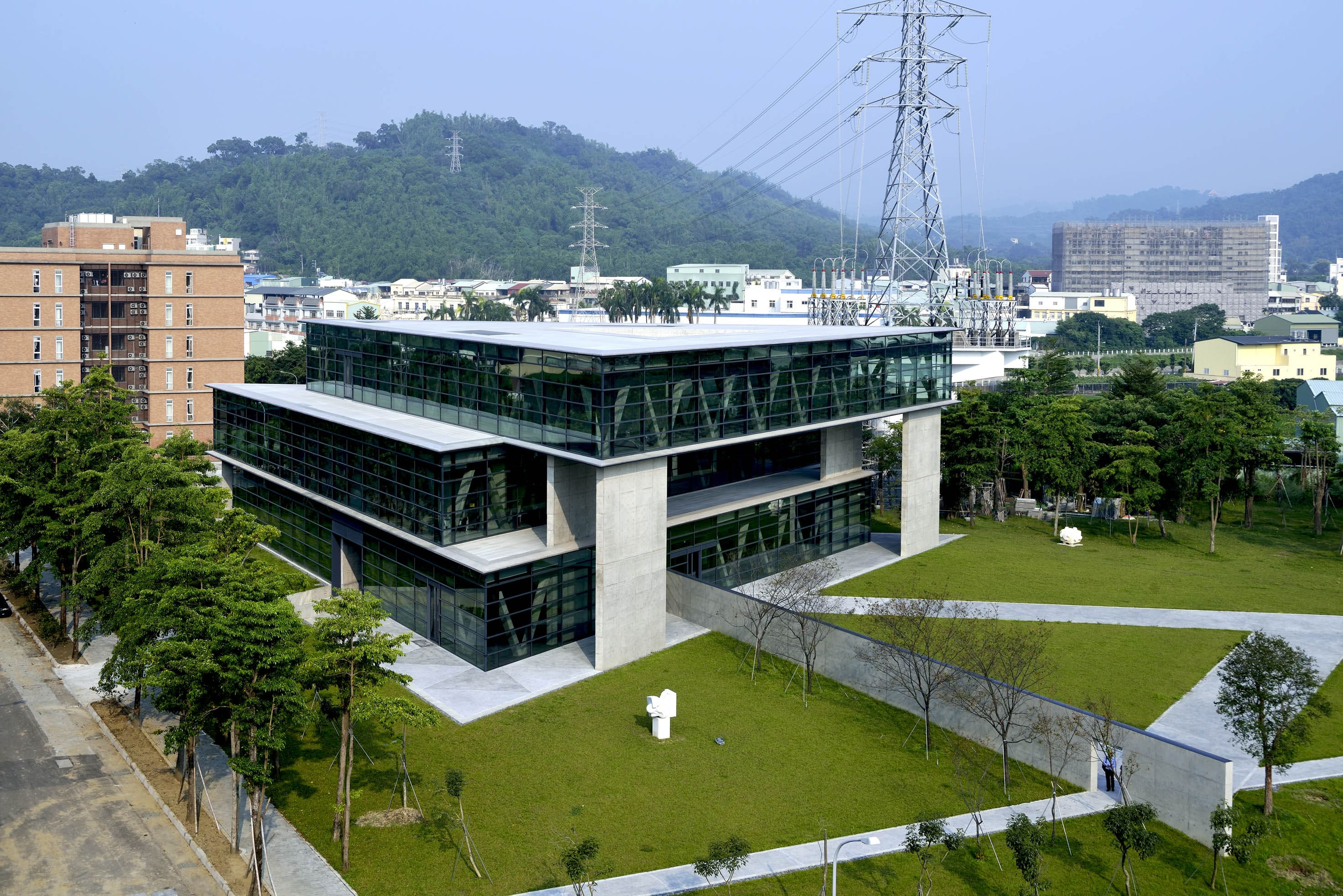
亞大現代美術館

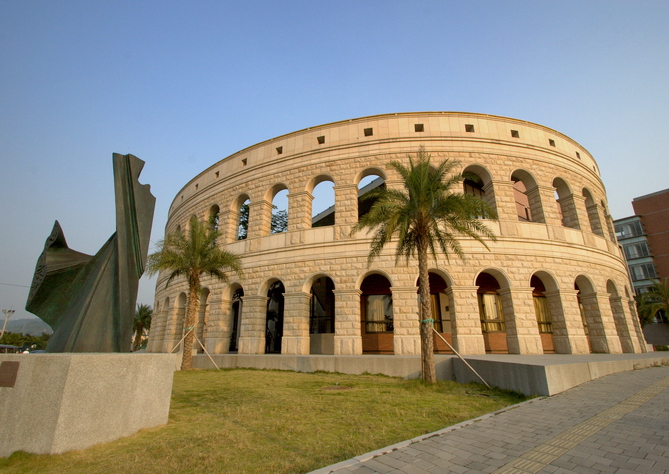
亞洲大學體育館

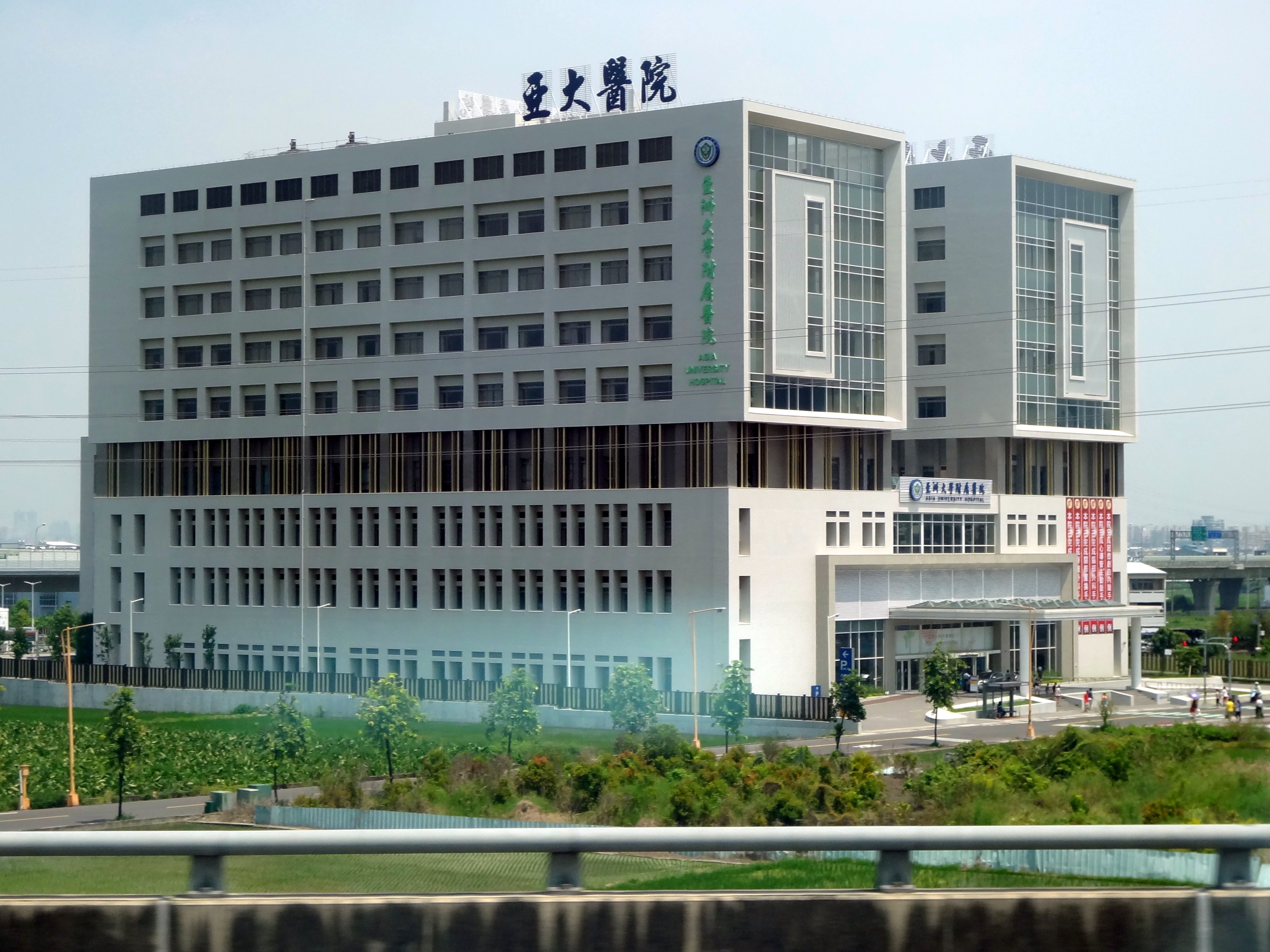
亞洲大學附屬醫院

| 附屬機構 | ■亞洲大學附屬醫院         | ■亞洲大學附屬現代美術館 |
| 附屬機構 | ■亞洲大學附屬獸醫教學醫院 |                         |

## 國際評比

### 英國泰晤士高等教育特刊
- 2025《世界最佳大學》排名評比，亞洲大學排名為全球第453名，台灣第6名
- 2025《亞洲區最佳大學》排名評比，亞洲大學排名為第107名，台灣第8名
- 2025《臺灣最佳大學》排名評比，亞洲大學排名為第3名
- 2024《全球最佳年輕大學》排名評比，亞洲大學排名為全球第83名，台灣第3名[7]
- 2024《世界大學影響力》排名評比，亞洲大學排名為全球第401-600名，台灣第8名

### 英國Quacquarelli Symonds《QS世界大學排名》
- 2026《全球最佳大學排名》排名評比，亞洲大學排名在第711-720名區間
- 2025《亞洲最佳大學排名》排名評比，亞洲大學排名在第248名，台灣第15名

### 上海軟科《世界大學學術排名》
- 2024年全球評比，亞洲大學排名為第747名，台灣第4名[8]

### 美國新聞與世界報導
- 2026《世界大學排名》評比，亞洲大學排名全球703名，台灣第6名。
- 2025《亞洲區最佳大學排名》評比，亞洲大學排名223名，台灣第5名。

### URAP世界大學學術排名
- 2024《URAP世界大學學術排名》評比，亞洲大學排名全球705名，台灣第8名

### 莫斯科全球大學排名
- 2022《莫斯科全球大學排名》評比，亞洲大學排名全球706名，台灣第13名

### 德國《Red Dot紅點設計大獎》
- 2019年《亞太區大學排名》，亞洲大學名列第12名，台灣第5名。[9]

## 國際交流
- 至2024年7月止，亞大共與38個國家與地區、383所大學建立學術交流合作關係，國際學生人數達2,790人。

## 外部連結
- 官方网站

24°02′49″N 120°41′11″E / 24.046941°N 120.68652°E